# CSF Group Navigare/2008
Deze pagina geeft een overzicht van de CSF Group-Navigare-wielerploeg in 2008.

## Algemene gegevens
Sponsors: CSF Group, Navigare
Algemeen manager: Roberto Reverberi
Ploegleider: Bruno Reverberi, Fabiano Fontanelli
Fietsmerk: Colnago

## Renners
| Naam                      | Geboortedatum | Nationaliteit | Ploeg 2007 |
| ------------------------- | ------------- | ------------- | ---------- |
| Fortunato Baliani         | 06-07-1974    | Italië        |            |
| Guillermo Rubén Bongiorno | 29-07-1978    | Argentinië    |            |
| Federico Canuti           | 30-08-1985    | Italië        | Neo        |
| Tiziano Dall'Antonia      | 26-07-1983    | Italië        |            |
| Mauro Finetto             | 10-05-1985    | Italië        | Neo        |
| Marco Frapporti           | 30-03-1985    | Italië        | Neo        |
| Paride Grillo             | 23-03-1982    | Italië        |            |
| Luis Laverde              | 06-07-1979    | Colombia      |            |
| Andrea Pagoto             | 11-07-1985    | Italië        |            |
| Julio Alberto Pérez       | 30-07-1977    | Mexico        |            |
| Domenico Pozzovivo        | 30-11-1982    | Italië        |            |
| Matteo Priamo             | 20-03-1982    | Italië        |            |
| Mauro Richeze             | 07-12-1985    | Argentinië    | Neo        |
| Maximiliano Richeze       | 07-03-1983    | Argentinië    |            |
| Filippo Savini            | 02-05-1985    | Italië        |            |
| Emanuele Sella            | 09-01-1981    | Italië        |            |
| Francesco Tomei           | 19-05-1985    | Italië        |            |

## Belangrijke overwinningen
| Ronde van San Luis 2e etappe: Maximiliano Richeze Ronde van Langkawi 8e etappe: Filippo Savini 9e etappe: Mauro Richeze Internationale Wielerweek 5e etappe: Emanuele Sella Ronde van de Sarthe 5e etappe: Maximiliano Richeze Ronde van Turkije 3e etappe: Matteo Priamo 4e etappe: Filippo Savini 5e etappe: Matteo Priamo 7e etappe: Maximiliano Richeze | Ronde van Italië 6e etappe: Matteo Priamo 14e etappe: Emanuele Sella 15e etappe: Emanuele Sella 20e etappe: Emanuele Sella Bergklassement: Emanuele Sella Ronde van Denemarken 1e etappe: Guillermo Rubén Bongiorno 4e etappe: Guillermo Rubén Bongiorno Ronde van Costa Rica 14e etappe: Julio Alberto Pérez |

2000 · 2001 · 2002 · 2003 · 2004 · 2005 · 2006 · 2007 · 2008 · 2009 · 2010 · 2011 · 2012 · 2013 · 2014 · 2015 · 2016 · 2017 · 2018 · 2019 · 2020 · 2021 · 2022 · 2023 · 2024 · 2025